# کیکن
کیکن، روستایی از توابع بخش خاوومیرآباد شهرستان مریوان در استان کردستان ایران است.

## جمعیت
این روستا در دهستان خاوومیرآباد قرار دارد و براساس سرشماری مرکز آمار ایران در سال ۱۳۸۵، جمعیت آن ۲۳۴ نفر (۵۲خانوار) بوده‌است.